# Setaria macrostachya
Espèce
Synonymes
- Chaetochloa gibbosa Scribn. & Merr.[1]
- Chaetochloa macrostachya (Kunth) Scribn. & Merr.[1]
- Chamaeraphis macrostachya (Kunth) Stuck.[1]
- Chamaeraphis setosa var. macrostachya (Kunth) Kuntze[1]
- Panicum alopecuros Fisch. ex Spreng.[1]
- Panicum macrostachyum (Kunth) Nees[1]
- Pennisetum alopecuros J.Jacq.[1]
- Setaria caudata var. pauciflora M.E.Jones[1]
- Setaria gibbosa (Scribn. & Merr.) K.Schum.[1]
- Setaria inopinata Toolin[1]
- Setaria polystachya Schrad.[1]

Setaria macrostachya est une espèce de plantes monocotylédones de la famille des Poaceae et du genre Setaria.

## Liste des variétés
Selon Tropicos (2 janvier 2018) (Attention liste brute contenant possiblement des synonymes) :
- variété Setaria macrostachya var. macrostachya
- variété Setaria macrostachya var. reversa Hack.
- variété Setaria macrostachya var. schultzii Benth.